# Ferragamo
 (février 2020).
Ferragamo est une entreprise italienne de chaussures de luxe créée en 1928 à Florence par Salvatore Ferragamo.

## Histoire

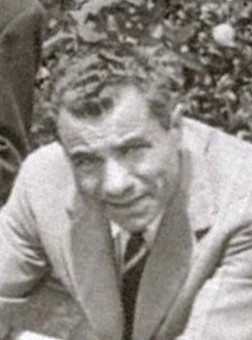

Salvatore Ferragamo était un petit bottier italien, issu d'une fratrie de onze frères et sœurs. Il a très tôt tenté sa chance aux États-Unis. En 1924, il crée une mule orientale avec sa pointe renversée en forme de lampe d'Aladin.
Dès 1930, ses chaussures sont fortement inspirées du travail cinématographique de Cecil B. DeMille avec la création de la sandale en chevreau d'or avec son talon de forme pyramidale. Il a comme clientes Greta Garbo, Katharine Hepburn, Marlène Dietrich, Ava Gardner et Gary Cooper. 
En 1938, il fournit les chaussures pour le film Le Magicien d'Oz avec Judy Garland et crée pour elle la chaussure à plate-forme en daim. Depuis 1938, le siège de l'entreprise est situé au Palais Spini-Feroni.
Son costumier lui ayant fait faux bond, le réalisateur Cecil B. DeMille lui confia le soin de chausser tous les acteurs de son film Les Dix Commandements. Pour ce film, il crée un nouveau style d'espadrilles vertigineuses et des sandales érotisant les chevilles des femmes. Pour Marilyn Monroe, il crée une série d'escarpins en autruche, en crocodile et en strass rouge. Il créa aussi la sandale « Carmen » pour Carmen Miranda, la sandale « Audrey » pour Audrey Hepburn à partir du moulage de ses talons.
Après la mort de Salvatore, la situation de la société devient complexe[Quand ?]. Sa femme Wanda prend les commandes. Ses trois filles deviennent chacune responsable d'un département. Fiama lance la série des accessoires dont le sac « Gancino » à anse et boucle sphérique et prend en charge les chaussures ; Fulvia lance les foulards et Giovana le prêt-à-porter. La société se diversifie dans l'hôtellerie, la chaîne « Lungarno », et dans les voiliers de luxe « Swan ». 

En juillet 2018, Ferragamo lance une initiative dans le cadre de ses efforts de développement durable, en collaboration avec Treedom.

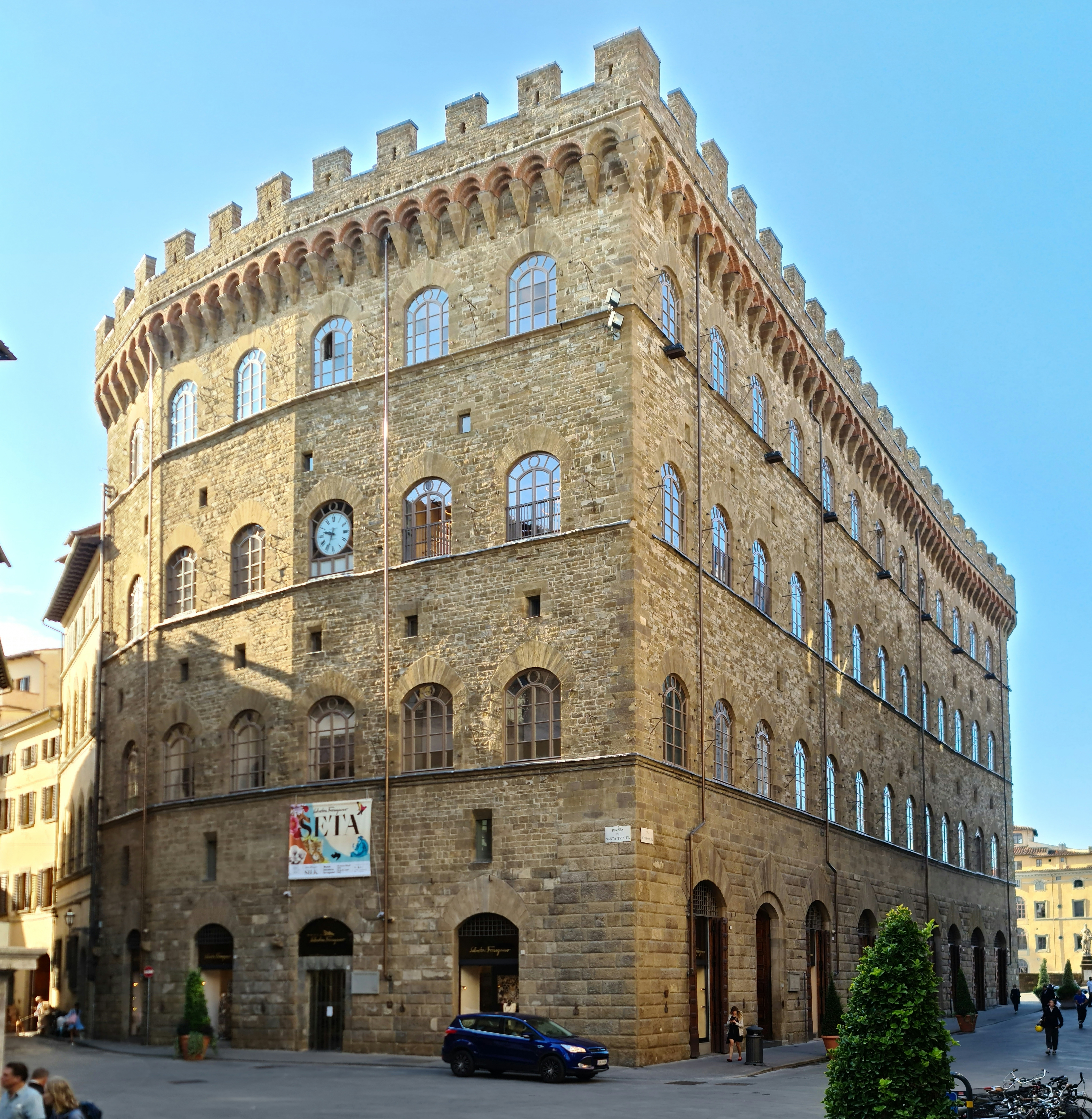
Le siège de l'entreprise à Florence

## Chiffres
En 2007, le chiffre d'affaires est de 630 millions d'euros et 46 % des ventes réalisées en Asie. À travers le monde 450 magasins vendent les produits Ferragamo.
En 2017, le chiffre d'affaires est de 1,383 milliard d'euros.

## Gouvernance
La société est actuellement dirigée par James, fils de Ferruccio[Quand ?]. Il est l'aîné de la troisième génération.
Wanda Ferragamo, qui est intervenue pour diriger l'entreprise de cordonnerie après la mort de Salvatore, est décédée en octobre 2018, à l'âge de 96 ans.
En juin 2021, Marco Gobbetti, annonce quitter son poste de directeur chez Burberry et rejoindre l'entreprise.
En février 2025, Ferragamo remercie Marco Gobbetti son directeur général.